# Polyhalit

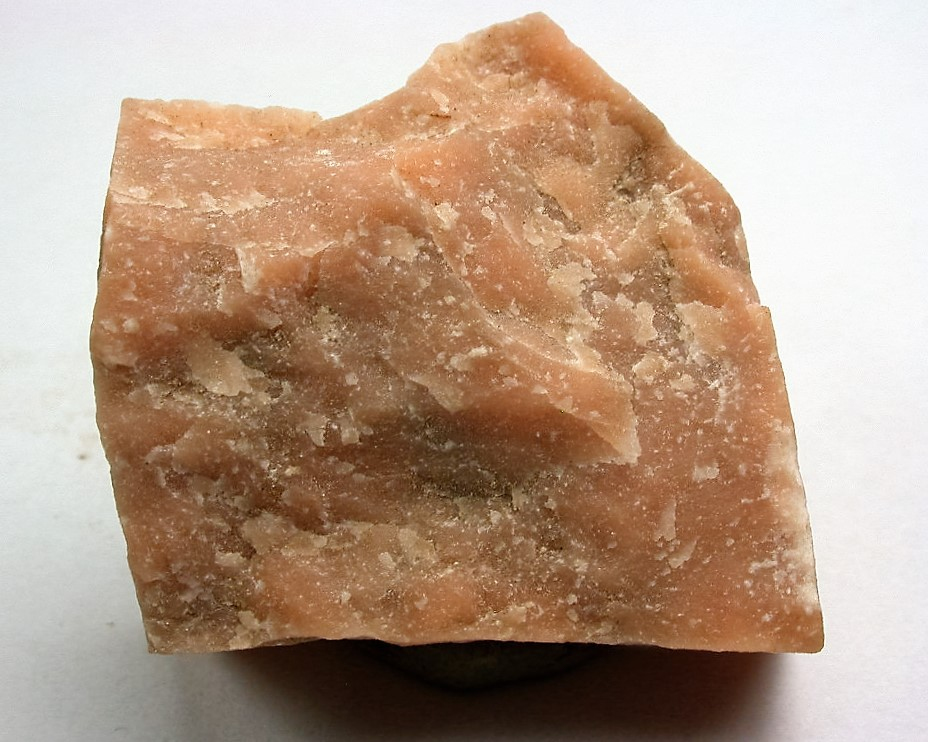
Polyhalit.

Polyhalit là khoáng vật evaporit, chứa các sulfat ngậm nước của kali, calci và magiê với công thức: K2Ca2Mg(SO4)4·2H2O. Polyhalit kết tinh thành hệ tinh thể tam tà (xiên ba) mặc dù các tinh thể là rất hiếm. Dạng thông thường của nó là thành khối hay thành thớ. Về màu sắc, thông thường nó là không màu hoặc trắng hay xám, mặc dù có thể có màu đỏ gạch do sự xâm nhập của các oxide sắt. Nó có độ cứng Mohs khoảng 3,5 và khối lượng riêng khoảng 2.800 kg/m³.
Khoáng vật này xuất hiện trong các evaporit của trầm tích biển và nó là loại quặng khoáng vật chính của kali trong trầm tích Carlsbad ở New Mexico.
Polyhalit lần đầu tiên được miêu tả năm 1818 đối với các mẫu vật thu được từ khu vực điển hình ở Salzberg, Áo. Tên gọi của nó có nguồn gốc từ tiếng Hy Lạp polys hals để chỉ nhiều loại muối. Tuy nhiên, nó chẳng có gì liên quan tới khoáng vật halide của natri gọi là halit, ngoài việc chúng đều là các khoáng vật evaporit.